# 山口県立徳山商工高等学校
山口県立徳山商工高等学校（やまぐちけんりつとくやましょうこうこうとうがっこう）は、山口県周南市周陽に所在する公立の商工高等学校。総合選択制を取り入れている。山口県の高等学校再編に伴い2006年度に山口県立徳山商業高等学校と山口県立徳山工業高等学校が統合して発足した。

## 設置学科
（総合選択制）

### 商業系学科
- 総合ビジネス科
- 情報ビジネス科

### 工業系学科
- 機械科
- 電子情報技術科
- 環境システム科
  - 環境土木コース
  - 工業化学コース

## 概要
旧徳山市周辺の工業系学校・商業系学校を源に持つこの学校の歴史は、統合と分離の繰り返しである。戦後のみに注目してもベビーブームの到来により学校が分離され、少子化により再統合されるなどは時代の流れに柔軟に応じた結果である。再統合の数年前には商業高校・工業高校の両校ともクラス数を減少させていく中、学校交流を行い互いの学校の欠点を補い、長所を伸ばす施策が取り入れられていた。
また、2012年度の入学生から新デザインの制服に変わった。

### 沿革
- 1918年 徳山町立徳山実業補習学校
- 1925年 徳山町立実修学校・女学校に改称
- 1929年 徳山町立実業実践学校に改称
- 1940年 山口県徳山実業学校に改称
- 1943年 山口県徳山工業学校に改称
- 1944年 山口県立徳山工業学校に改称
- 1944年 徳山実業高校から山口県徳山女子商業学校を分離
- 1948年 徳山女子商業学校を徳山市立高等学校に改称

- 1928年 徳山商業学校を開設
- 1944年 山口県立徳山商業学校に改称
- 1946年 徳山商業学校と徳山工業学校を統合し、山口県立徳山工業学校を開設
- 1948年 山口県立徳山工業高等学校に改称

- 1949年 徳山市立高校と徳山工業高校を徳山商工高校と山口県立徳山東高等学校（1950年より徳山高校に統合）に改編。

徳山商工高校（初代）
- 1949年4月20日 - 山口県立徳山商工高等学校を設立
- 1967年3月31日 - 徳山商業高校と徳山工業高校に分割のため閉校

徳山商業高校
- 1967年4月1日 - 徳山商工高校より商業系学科が独立し、山口県立徳山商業高等学校と改称する。
- 2001年4月1日 - 商業科を総合ビジネス科へ、情報処理科を情報ビジネス科へ学科改変を行う。
- 2008年3月31日 - 閉校

徳山工業高校
- 1967年4月1日 - 徳山商工高校より工業系学科が分離独立し、山口県立徳山工業高等学校を設立。
- 2008年3月31日 - 閉校

徳山商工高校（2代目）
- 2006年4月1日 - 山口県立徳山商業高等学校と山口県立徳山工業高等学校を統合し、山口県立徳山商工高等学校が設置される。
- 2008年4月1日 - 情報技術科を電子情報技術科へ学科改変を行う。
- 2009年6月 - 全HR教室に冷房を設置。

## 検定・資格
授業や部活動等で検定・資格に挑戦することができる。
商業系
- 全商簿記検定
- 日商簿記検定
- 全商会計実務検定
- 全商情報処理検定

- 全商商業経済検定
- 全商ワープロ検定
- 全商英語検定
- 全商珠算・電卓検定

- 販売士検定
- 秘書検定
- ITパスポート試験

工業系
- 二級ボイラー技士
- 工事担任者
- 乙種危険物取扱者
- 測量士補
- 2級土木施工管理技術検定
- ガス溶接
- アーク溶接
- 機械加工技能士
- 情報技術検定
- パソコン利用技術検定
- 製図検定
- 計算技術検定
- 情報処理技術者試験

共通
- 数学検定
- TOEIC

## 各学科の通称について
各学科は学科名の英語の頭文字をとって、学科の通称がつけられている。（例えば、総合ビジネス科2年は、「G2」と呼ぶ。）
- 総合ビジネス科（general）→G
- 情報ビジネス科（information)→I
- 機械科（machine）→M
- 電子情報技術科（electronics）→E
- 環境システム科（civil engineering & chemistry）→C

## 各学年の色について
各学年にはそれぞれ青、赤、緑の色がつけられている。その色の上履および体育時に体操服（ジャージ）を着用する。
また、冬服には襟の部分に男子は色の紋章、女子は色の刺繍がある。

## 主な学校行事
- 4月 着任式、始業式、入学式、対面式、離任式
- 5月 スポーツテスト、中間考査
- 6月 生徒総会
- 7月 期末考査、終業式
- 8月 登校日
- 9月 始業式
- 10月 中間考査、クラスマッチ
- 11月 商工祭（文化祭）
- 12月 期末考査、2年修学旅行、1･2年進路説明会、商工オリンピック、生徒会長選挙、終業式
- 1月 始業式、ロードレース大会、3年学年末考査
- 2月 推薦入試
- 3月 卒業式、1･2年学年末考査、学力検査（一般入試）、終業式

## 部活動
部活動では、運動部が10部、文化部10部の20部ある。近年ではハンドボール男子、バレーボール女子、バスケットボール女子、ソフトテニス女子、弓道、ワープロ、情報処理、トータルビジネス部、ものづくり（電子）が全国大会に出場している。
運動部
- 硬式野球（男）
- バスケットボール
- ハンドボール

- サッカー
- ソフトテニス
- 卓球
- バドミントン

- 弓道
- 剣道
- バレーボール

文化部
- 吹奏楽
- ものづくり
- ワープロ
- 情報処理

- トータルビジネス
- デジタルクリエイト
- JRC

- 生活
- 園芸
- 囲碁

## 主な出身者
- 河村和登 - 元周南市長、元徳山市長、元徳山市議会議長
- 林忠彦 - 写真家
- 重光芳次 - 元プロ野球選手
- 藤井信行 - 元プロ野球選手
- 片山大樹 - 元プロ野球選手
- GAO－歌手

## アクセス
- 防長交通バス 徳山商工入口または大内町下車、徒歩5分
- JR山陽本線徳山駅より徒歩25分
- JR山陽本線・JR岩徳線櫛ケ浜駅より徒歩20分

駅から自転車で通学する生徒も多い

## その他
- 工業のさかんな地域である周南学区においては、工業系の学科を設置する学校が3校（徳山商工高校・下松工業高校・南陽工業高校）あるが、本校はそのうちの一校。（普通科ではないので、入学試験に際して学区の制限は受けない。）
- 周南市周辺には商業系の学校が少ないため、商業系学科には周南市およびその周辺より広く生徒が集まる。反面、工業系の学校が周南市および周辺市に本校を含め3校あるため、生徒は学校周辺の中学校卒業者が多い。